# Stazione di San Martino in Pensilis
Stazione di San Martino in Pensilis vasútállomás Olaszországban, Molise régióban, San Martino in Pensilis településen.

## Vasútvonalak
Az állomást az alábbi vasútvonalak érintik:
- Termoli–Venafro-vasútvonal

## Kapcsolódó állomások
A vasútállomáshoz az alábbi állomások vannak a legközelebb: 
- Stazione di Guglionesi-Portocannone
- Stazione di Piane di Larino